# Cầy mangut đuôi nâu
Cầy mangut đuôi nâu là một loài động vật có vú trong họ Eupleridae, bộ Ăn thịt. Loài này được I. Geoffroy Saint-Hilaire mô tả năm 1837.

## Mô tả
Cầy mangut đuôi nâu thường có màu nâu với những đốm màu tối hoặc màu nhạt. Đuôi cùng màu với cơ thể. Các móng vuốt không phải là rất cong. Chúng có tai ngắn, rộng và mõm nhọn. Chúng có chiều dài cơ thể từ 25 đến 30 cm và một cái đuôi dài từ 20 đến 25 cm.

## Phân bố và lối sống
Cầy mangut đuôi nâu là một loài thú ăn thịt nhỏ đặc hữu của Madagaxca. Chúng có lối sống ban ngày trong các khu rừng ẩm nhiệt đới của vùng đất thấp và nghỉ ngơi trong các hang hoặc thân cây rỗng vào ban đêm. Chúng sinh sống cả trên mặt đất và trên cây. Thường được tìm thấy đơn lẻ hoặc theo cặp. Thời gian mang thai là khoảng ba tháng và có một con non duy nhất. Con non sinh ra trong mùa hè. Đây là loài nhút nhát và nhạy cảm với yếu tố con người. Chúng ăn chủ yếu là côn trùng, nhưng cũng sẽ ăn trái cây, ếch nhái, bò sát nhỏ và động vật gặm nhấm.
Cầy mangut đuôi nâu phân bố ở vùng cao nguyên trung tâm đông bắc Madagascar.